# إليزابيث ستيوارت (1650-1635)
إليزابيث ستيوارت (28 ديسمبر 1635 - 8 سبتمبر 1650) هي الابنة الثانية لـ تشارلز الأول ملك إنجلترا وهنريتا ماريا من فرنسا، من السن السادسة حتى أربعة عشر كانت إليزابيث وشقيقها الأصغر هنري مسجونون لدى البرلمان خلال الحرب الأهلية الإنجليزية، وأيضا كانت شاهدة وهي وشقيقها على اعدام والدهم تشارلز الأول في 1649.